# Club Unión Santa Catalina
El Unión Santa Catalina fue un equipo de fútbol perteneciente al distrito de Cercado de Lima, del departamento de Lima, del Perú. El club, se afilia a la liga peruana de fútbol, en la Segunda División. Luego asciende a la Primera División de 1928.

## Historia
El club Unión Santa Catalina (comúnmente denominado Santa Catalina) fue un club de fútbol peruano, del Cercado de Lima, fundado en 1919. El club se afilia a la  División Intermedia en 1924. Su mejor momento fue en la División Intermedia de 1927, ocupando unos de los mejores posiciones del torneo y ascendiendo a la Primera profesional de 1928. Unión Santa Catalina integró el Grupo 1 del Torneo. Se enfrentó a algunos clubes importantes del momento: Alianza Lima, Atlético Chalaco, Sportivo Tarapacá Ferrocarril y Sportivo Unión. Al final del torneo, ocupa la sexta posición y así accede a la liguilla de promoción para salvar la categoría.
En la liguilla se enfrenta a los clubes: Jorge Chávez, Jorge Washington y Sporting Tabaco. Sin embargo, el club termina último y retorna a la División Intermedia 1929. Posteriormente en la División Intermedia 1931 termina en los 4 últimos del torneo. Por tal razón, participa a la promoción intermedia. Enfrenta a los clubes Porteño F.B.C. , Sport Boys Association, entre otros equipos. Al final del torneo salva la categoría. Al año siguiente, el club por su puntaje acumulado logra nuevamente salvar la categoría. 
En 1934, se crea Primera División de la Liga Provincial de Lima  donde participa y la temporada siguiente. No obstante, en el campeonato 1935, pierde la categoría y retorna a la División Intermedia (Lima y Callao). Finalmente se mantuvo hasta el campeonato de 1939. Posteriormente no se presentó más y desapareció.

## Datos del club
- Temporadas en División Intermedia (equivalente 2.ª categoría): 9  (1924 al 1927, 1929 al  1933).
- Temporadas en Primera División de la Liga Provincial de Lima (equivalente 2.ª categoría): 1  (1934).
- Temporadas en Primera División de la Liga Provincial de Lima (equivalente 3.ª categoría): 1  (1935).
- Temporadas en División Intermedia (equivalente 3.ª categoría): 4  (1936 al 1939).
- Temporadas en Primera División: 1 (1928).
- Mejores Resultados:
- Peores Derrotas:

## Palmarés
- Subcampeón de la División Intermedia (1): 1926.

## Enlaces
- Equipos fútbol del Cercado de Lima
- Primera División de 1928
- Campeonato de 1931
- Resumen: Campaña 1931
- Resumen: Campaña 1932
- http://www.rsssf.com/tablesp/peruhist.html